# 国境站
國境站（韓語：국경역）是朝鮮民主主義人民共和國咸镜北道稳城郡南阳劳动者区的一個鐵路車站，属于南阳国境线，本站位于中朝边境，通过图们国境铁路大桥可以和图们站相连。

## 邻近车站
南阳国境线
南阳站 - 國境站